# Charlotte Tremble
Charlotte Tremble (Compiègne, 4 de junio de 1999) es una deportista francesa que compite en natación sincronizada. Es hermana de la también nadadora sincronizada Laura Tremble.
Ganó dos medallas en los Juegos Europeos de Cracovia 2023 y tres medallas en el Campeonato Europeo de Natación de 2022.

## Carrera
Las gemelas descubrieron la natación sincronizada en una gala e iniciaron este deporte a los seis años en el club Senlis. Al año siguiente participaron en prácticas con Virginie Dedieu, tres veces campeona del mundo de la disciplina. Al principio, se negaron a unirse al Pôle Espoirs de la Federación, lo que no les impidió ganar el Campeonato de Francia a los 14 años en 2013. A los 15 años, finalmente, integraron el INSEP para combinar la formación formación. En 2016 obtuvieron un bachillerato científico con honores y cursaron un título de licenciado en física y química en la Universidad Sorbona. A continuación, se unen a la aeroespacial Universidad Institut polytechnique des sciences avancées (promoción IPSA 2025). Fueron seleccionadas para el equipo francés en 2015 y participaron en los Juegos Europeos para su primera competición senior.
En el Campeonato de Europa de 2018, las gemelas terminaron 7.as en la clasificación, a sólo cinco puntos del podio. En julio de 2019, durante el Campeonato del Mundo de Gwangju en Corea del Sur, el dúo se clasificó en la octava posición y obtuvo su entrada para los Juegos Olímpicos de Verano de 2020 aplazada en 2021 debido a la pandemia de COVID-19.
En 2020 terminaron segundas en el dúo técnico del Open de France.

## Palmarés internacional
| Juegos Europeos    | Juegos Europeos    | Juegos Europeos   | Juegos Europeos   |
| Año                | Lugar              | Medalla           | Prueba            |
| ------------------ | ------------------ | ----------------- | ----------------- |
| 2023               | Oświęcim (Polonia) | Medalla de oro    | Rutina acrobática |
| 2023               | Oświęcim (Polonia) | Medalla de bronce | Equipo técnico    |
| Campeonato Europeo |                    |                   |                   |
| Año                | Lugar              | Medalla           | Prueba            |
| 2022               | Roma (Italia)      | Medalla de bronce | Equipo técnico    |
| 2022               | Roma (Italia)      | Medalla de bronce | Equipo libre      |
| 2022               | Roma (Italia)      | Medalla de bronce | Rutina especial   |